# Paul Zimmermann (SS-Mitglied)

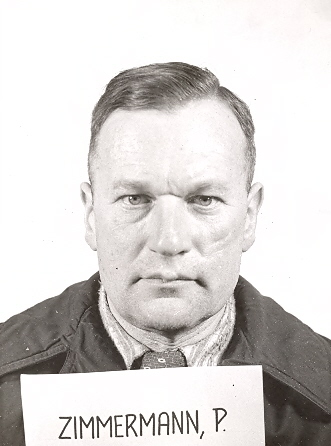
Zimmermann in alliierter Internierung

Paul Zimmermann (* 2. Juli 1895 in Münster; † 21. Mai 1980 ebenda) war ein deutscher Nationalsozialist und SS-Führer, zuletzt im Rang eines SS-Brigadeführers und Generalmajors der Polizei. Im Zweiten Weltkrieg war er unter anderem SS- und Polizeiführer in der besetzten Ukraine und in Italien.

## Leben
Zimmermann war der Sohn eines Landesoberbaurats. Nach dem Schulbesuch in Hannover studierte Zimmermann Bauwissenschaft und Geopolitik und schloss das Studium als Diplom-Ingenieur ab. Anschließend war er bei der Reichsbahn sowie mit dem Brückenbau befassten Unternehmen tätig.
1931 trat Zimmermann der NSDAP bei (Mitgliedsnummer  940.783) bei. 1932 war er „Gauarbeiter“ des Arbeitsdienstes der Partei für den Gau Westfalen-Nord. Nach dem Machtantritt der Nationalsozialisten im Frühjahr 1933 wurde Zimmermann dann zum Arbeitsgauführer des neugeschaffenen staatlichen Arbeitsdienstes (Reichsarbeitsdienst) für den Bezirk Westfalen-Nord ernannt und bekleidete diese Funktion bis Juni 1936. Zum 1. August 1933 trat Zimmermann der SS bei (SS-Nr. 276.856) und wurde am 20. April 1938 zum SS-Oberführer und schließlich am 1. August 1940 zum SS-Brigadeführer ernannt.
1933 wurde er kurzzeitig Mitglied im Provinziallandtag der Provinz Westfalen. Bei der Reichstagswahl im Deutschen Reich 1936 kandidierte Zimmermann als Dipl.-Ing. und Oberstarbeitsführer erfolglos für ein Mandat der NSDAP. 1936 wurde er Leiter der Nationalpolitischen Erziehungsanstalt in Plön. Im selben Jahr amtierte er einige Monate lang als Stabsführer des SS-Oberabschnitts Elbe und wechselte 1937 als Leiter der Reichsstelle für Metalle in das Reichswirtschaftsministerium. Nunmehr auf Vorschlag von Heinrich Ruelberg Reichsbeauftragter für Metalle gehörte er ab Oktober 1938 dem Kuratorium des Kaiser-Wilhelm-Instituts für Metallforschung an.
Während des Zweiten Weltkrieges wurde Zimmermann 1941 zum Kriegsverwaltungschef im Wirtschaftsstab Ost ernannt. Zunächst leitete er die Chefgruppe Wirtschaft der Wiln Nord und ab 1942 die Gruppe III Wi a (Baltikum) innerhalb der Chefgruppe Wirtschaftspolitische Kooperation im Reichsministerium für die besetzten Ostgebiete (RMO). Laut dem Historiker Christian Gerlach war er „ein Spezialist Himmlers für wichtige Wirtschaftsaufträge“ der Schutzstaffel im Rahmen der beabsichtigten wirtschaftlichen Ausbeutung der deutsch besetzten sowjetischen Gebiete. Zudem war er 1942/43 Verbindungsoffizier vom RMO zum OKH. Auch wurde er mit dem Aufbau einer Zivilverwaltung in Aserbaidschan betraut, wo das kriegswichtige Erdöl gefördert werden sollte.
Im Januar 1943 wurde er zum Generalmajor der Polizei ernannt. Ab Mitte Februar 1943 war er zur Einarbeitung beim Höheren SS- und Polizeiführer Russland-Mitte in Mogilew abkommandiert. Von Mai bis Oktober 1943 hatte er die Position des SS- und Polizeiführers (SSPF) in Nikolajew inne. Danach war er in Italien beim Höheren SSPF unter anderem zur Streikbekämpfung eingesetzt und kam dort mit dem Generalbevollmächtigten Rudolf Rahn zusammen. Zuletzt war er beim OKW im Wehrmachtskraftfahrwesen eingesetzt.
Bei Kriegsende geriet Zimmermann in amerikanische Kriegsgefangenschaft. Im Rahmen der Nürnberger Prozesse wurde er als Zeuge verhört. In der Nachkriegszeit soll er in der Industrie tätig gewesen sein. 1952 ist er als Mitglied im Naumann-Kreis nachweisbar, der die FDP unterwandern wollte. In diesem Zusammenhang kam er Mitte Januar 1953 kurzzeitig in Haft.